# Colònia del Níger
La colònia del Níger fou un domini colonial de França a l'Àfrica occidental, ocupant el modern Níger.

## Història
La colònia fou constituïda com entitat separada per decret de 13 d'octubre de 1922 sota un tinent governador dependent del governador de l'Àfrica Occidental Francesa amb seu a Dakar. Per decret de 28 de desembre de 1926 la capital fou traslladada de Zinder a Niamey.
La colònia va tenir una economia limitada a l'exportació de cacauets i la importació de materials des de la metròpoli obrint mercats pels productes francesos. L'exportació es va incrementar durant la II Guerra Mundial. De 1939 a 1945 encara que va participar en l'esforç de guerra, fou un període d'aïllament i d'espera, però l'activitat exportadora va agafar gran volada després de la II Guerra Mundial, una mica més tard que al Senegal; les tones exportades van augmentar cada any a partir de 1946. Del 1940 al 1942 l'administració fou lleial al govern de Vichy però el novembre de 1942 va passar com les altres colònies a la França Lliure.
La constitució francesa de 27 d'octubre de 1946 va establir les bases per la conversió de les colònies en Territoris d'Ultramar, sense però, canvis apreciables en l'administració del dia a dia fora del nom i de retocs en el funcionament. El 1947, ja com a territori d'Ultramar, el Níger va enviar un diputat a l'Assemblea Nacional Francesa, que fou Diori Hamani. Es van crear diversos partits com el Partit Progressista Nigeri que es va adherir al Rassemblement Démocratique Africain (Reagrupament Democràtic Africà RDA) al qual pertanyia Hamani. Un partit impulsat per l'administració francesa va néixer el 1947: la UNIS (Union des Nigeriens Indepéndants et Sympathisants) de la que el 1953 es va escindir la UPN (Unió Progressista Nigèria); el 1954 es van crear la UDN (Unió Democràtica Nigèria) per alguns escindits del RDA dirigits per Djibo Bakari, i el BNA (Bloc Nigeri d'Acció) format després d'un altra escissió de l'UNIS. El BNA i la UDN es van fusionar el 1956 per formar el MSA (Moviment Socialista Africà) del que el lema fou "Sabawa" que va acabar convertint-se en el nom de facto del partit.
La llei quadre de 23 de juny de 1956 va establir un consell de govern territorial presidit pel governador però amb un vicepresident elegit per l'Assemblea Territorial. Djibo Bakari fou nomenat com a primer vicepresident, formant govern amb el Sabawa. El referèndum de 1957 va obtenir el "si" dins el Níger, i el 18 de desembre de 1958 es van fer noves eleccions legislatives i l'assemblea resultant va aprovar la integració a la Comunitat Francesa com a república autònoma i va elegir president a Diori Hamani. El 12 de març de 1959 es va adoptar una nova constitució, però inevitablement el Níger va esdevenir plenament independent el 3 d'agost de 1960 amb Hamani com a president.

## Tinents Governadors
- 1922 - 1929 Joseph Jules Brévié 
  - 1923 - Sep 1925 Léonce Jore (suplent de Brévié)
- 1929 Jean-Baptiste Robert Fayout (interí)
- 1929 - 1930 Alphonse Paul Albert Choteau
- 1930 - 1931 Louis Placide Blacher
- 1931 - 1933 Théophile Antoine Pascal Tellier
- 1933 - 1934 Maurice Léon Bourgine
- 1934 - 1935 Léon Charles Adolphe Pêtre
- 1935 - 1938 Joseph Urbain Court
- 1938 - 1939 Jean-Baptiste Victor Chazelas (interí)
- 1939 - 1940 Jean Alexandre Léon Rapenne
- 1940 Léon Solomiac (interí)
- 1940 - 1942 Maurice Émile Falvy
- 1942 - 1954 Jean-François Toby (interí fins a desembre de 1942) 
  - 1946 Jacques Pierre Gosselin (suplent de Toby)
  - 1948 - 1949 Lucien Eugène Geay (suplent de Toby)
  - 1949 - 1950 Igance Colombani (suplent de Toby)
  - 1952 - 1953 Fernand Georges Gaston Casimir (suplent de Toby)
- 1954 - 1956 Jean Paul Ramadier
- 1956 - 1958 Paul Camille Bordier
- 1958 Louis Félix Rollet (interí)

## Alt comissionat
- 1958 - 1960 Jean Colombani